# 須永伝蔵
須永 伝蔵（すなが でんぞう）は、日本の農民出身の武士（一橋徳川家家臣、幕臣）、酪農家、農業指導者、政治家。仙石原村村長（第2代）。幕末には於菟之輔（おとのすけ）の通称を名乗った。渋沢栄一の従弟にあたり、弟の才三郎（渋沢市郎）は栄一の生家（渋沢中の家）の家督を継いでいる。

## 略歴

### 幕末期
幕領上野国新田郡成塚村（現群馬県太田市成塚町）の農家に生まれる。7歳の時に父を、14歳の時に祖父を失う。母方の叔父にあたる渋沢市郎右衛門より剣術を学んだ。文久3年（1863年）市郎右衛門の子栄一や共通の従兄である渋沢成一郎・尾高惇忠らの高崎城奪取・横浜外国人居留地焼き討ち計画に加わるものの未発に終わる。文久4年（1864年）一橋家に仕えていた栄一・成一郎の募兵に応じて上京し、大砲方として一橋家に仕官する。同年、上京を図る武田耕雲斎ら天狗党残党の討伐に先発隊として従軍。元治2年（1865年）栄一とともに募兵のために各地へ出張する。慶応2年（1866年）一橋慶喜が徳川宗家を継承したが、引き続き仕えた。慶応3年（1867年）江戸勤めとなる。
同年、王政復古の報に触れると本多敏三郎・伴貞懿らとともに上京を図るも、老中立花種恭に制止されたため、集議所の設立を建言する。直後の鳥羽・伏見の戦いに敗れた慶喜が蟄居すると、種恭と松平直克の間を周旋して朝廷への恭順謝罪のために奔走したが、関東は依然動揺を続けたため本多・伴らとともに諸隊結成を発議し、渋沢成一郎・天野八郎らの賛同を得て彰義隊を結成して幹事に就任した。その後は隊務で水戸へ赴いたが、ほどなく隊内で渋沢成一郎と天野八郎の間で対立があり分派した。自身は渋沢成一郎の派に属したが再度水戸に赴き、水戸謹慎中の慶喜に従っていた高橋泥舟の依頼で水戸藩士を束ねて奥羽諸藩への合流を図った。しかし須賀川にいたところで会津戦争に遭ったため仙台藩に移り、榎本武揚艦隊にあった成一郎らと塩釜港で一時合流したものの、結局江戸へ引き返して泥舟を頼り、ともに駿府へと移った。

### 明治期
維新後は栄一の出資した聯成社や紅茶伝習所で紅茶の生産を学んだ後、千葉県で羊牧を学ぶ。明治13年（1880年）栄一や益田孝の協力を得て箱根仙石原の払下地に日本初の乳牛牧場「耕牧舎」を開き、牛乳やバターの生産に従事した。明治24年（1891年）には仙石原村村議会議員に就任（～明治28年、明治34年再任）。
明治20年代後半からは仙石原の水不足に端を発した芦ノ湖水利を巡って静岡県側へ分水する箱根用水を管理する深良村外六ケ村水利組合と衝突し、明治29年（1896年）仙石原村村長勝俣沢次郎・近隣村大窪村村長市川文次郎と箱根付近の村民らとともに堤を破壊する事件を起こし（逆川事件）、静岡側より勝俣・市川とともに訴訟を起こされた。判決は二転し大審院まで争ったが、明治31年（1898年）刑事では禁固1か月・罰金2円の有罪、明治35年（1902年）仙石原村村長に就任。栄一や富田鐵之助の仲介を得て、水利の都合を条件に静岡側と和解した。箱根側への分水設備が整わないまま、明治37年（1904年）に死去した。

## 登場作品
- 青天を衝け（大河ドラマ、NHK、2021年、演：萩原護） - 作中では渋沢家親族でなく一介の作男として登場する。